# Juha Lappalainen
Juha Lappalainen (ur. 3 lutego 1973 roku) – fiński zapaśnik walczący w obu stylach. Olimpijczyk z Sydney 2000, gdzie zajął czternaste miejsce w kategorii 69 kg, w stylu klasycznym.
Dwudziesty na mistrzostwach świata w 1999. Szósty na mistrzostwach Europy w 2003. Mistrz nordycki w 2002 roku.